# Žerjav
Žerjav (Duits: Scheriau) is een plaats in Slovenië en maakt deel uit van de gemeente Črna na Koroškem in de NUTS-3-regio Koroška.
De plaats is gelegen aan de Meža-rivier.